# Nghe An (provincie)
Nghe An (vietnamsky Nghệ An) je největší provincie ve Vietnamu, která leží v severní části země. Žije zde přes 3 miliony obyvatel. Hlavní město je Vinh. Turisté míří především na místní pláže.

## Geografie
Provincie leží v severní části Vietnamu a sousedí s provinciemi Ha Tinh a Thanh Hoa, na západě sousedí s Laosem.